# Liste kurdischer Schriftsteller
Dies ist eine Liste kurdischsprachiger und kurdischstämmiger Autoren.
- Al-Dinawari
- Said Nursi
- Celadet Ali Bedirxan
- Cigerxwin (Dichter und Schriftsteller)
- Ehmedê Xanî (Schriftsteller und Verfasser des Nationalepos Mem û Zîn)
- Ereb Şemo
- Evdile Koçer (Schriftsteller)
- Feqiyê Teyran
- Ferzende Kaya (Journalist)
- Hadschi Qadiri Koyi
- Hejar (Schriftsteller und Dichter)
- Helîm Yûsiv (Schriftsteller)
- Hussein Habasch (Schriftsteller und Dichter)
- Ibn al-Athir
- Ibrahim Ahmed
- Jan Dost
- Kajal Ahmad
- Kemal Burkay (Dichter und Schriftsteller)
- Kovan Sindî (Schriftsteller und Dichter)
- Mahmud Bayazidi
- Mahmut Baksi (Schriftsteller)
- Mastura Ardalan
- Mehmed Uzun
- Melayê Cezîrî
- Musa Anter
- Nali (Dichter)
- Necîbe Ehmed (Schriftstellerin und Dichterin)
- Osman Sebrî
- Perwîz Cîhanî
- Pîremêrd
- Qanatê Kurdo
- Scheich Reza Talabani
- Rohat Alakom
- Serefxan Bidlisi
- Sherko Bekas (Dichter)
- Sherzad Hassan (Schriftsteller, Dichter und Übersetzer)
- Wefayi
- Yaşar Kemal (Autor)
- Yusuf Yeşilöz (Schriftsteller und Publizist)
- Ziya Gökalp (Schriftsteller und Publizist)
- Tuncay Gary (Schauspieler und Dichter)
- Meral Şimşek (Dichterin)
- Müslüm Aslan (Dichter)